# Bocchoris leechi
Bocchoris leechi là một loài bướm đêm trong họ Crambidae.